# ماکسیم ساکولتان
ماکسیم ساکولتان (به انگلیسی: Maxim Sacultan،  زادهٔ ۱۸ نوامبر ۱۹۹۶) یک کشتی‌گیر آزادکار اهل کشور مولداوی است. وی سابقه حضور در المپیک ۲۰۲۴ پاریس را دارد.  